# 물개미
물개미는 최근에 발견된, 현재로서 알려져 있는 바로는 수영할 수 있는 유일한 개미이다.
제임스 쿡 대학의 연구자들은 2006년에 발견된 이들 개미로 관심을 받게 되었다. 이들은 사실 물에 사는 것이 아니라, 맹그로브나무 근처의 진흙에서 산다. 여기에 둥지를 짓는데, 망그로브 나무는 해안가에 살기 때문에 이들의 둥지는 물에 잠기기도 한다. 이때, 이들은 둥지에 가두어 두었던 공기주머니를 통하여 살 수 있다. 그런데 알, 유충, 번데기 등은 이렇게 해서 살 수 없으므로 파도가 들이닥치기 전에 이들을 안전한 곳으로 이동시킨다. 파도에 망가진 둥지를 다시 짓기 위해 많은 노력이 소비된다. 이들은 소금쟁이처럼 표면 장력을 이용하여 물위를 '걷거나' 다리를 물 표면 밑으로 하여 '수영'을 할 수도 있다. 이들이 '수영'할 때에는 어류, 말뚝망둥어, 게등에 잡아먹히는 것으로 알려졌다.